# Gonzalo Rabuñal Rios
Gonzalo Rabuñal Rios (Arteixo, 1 d'agost de 1984) és un ciclista espanyol, professional des del 2007. En el seu palmarès destaca la victòria en la classificació de la muntanya de la Volta al País Basc de 2010.

## Palmarès
- 2004
  - Vencedor d'una etapa de la Vuelta a la Montaña Central de Asturias
- 2010
  - Vencedor de la classificació de la muntanya de la Volta al País Basc

### Resultats a la Volta a Espanya
- 2009. 67è de la classificació general

### Resultats al Giro d'Itàlia
- 2009. 115è de la classificació general